# 대륜동
대륜동(大倫洞)은 서귀포시의 행정동이다. 법정동 법환동, 서호동, 호근동을 관할한다. 면적은 22.24km2이며, 인구는 2011년 3월 31일을 기준으로 3,437세대, 9,211명이다.

## 개요
대륜동은 법률 제3425호(1981년 4월 13일 공포)에 의해 서귀읍 일원과 중문면을 통합하여 서귀포시를 설치(1981년 7월 1일)할 때 이루어진 12개 동 중 하나로, 법환동(옛 법환리)과 서호동(옛 서호리), 호근동(옛 호근리)을 통합하여 만든 동이다. 법환동과 서호동 일대에 서귀포 신시가지와 제주 혁신도시 부지가 들어서 있다.
앞에는 태평양의 넓은 바다가 있고 그 앞에 그림처럼 보기좋게 우뚝선 범섬과 뒤에는 마을을 마치 둥우리 안에 넣은 듯한 형상을 하고 있다. 최남단 마라도에서 남원읍 지귀도까지 제주바다의 1/4을 한눈에 조망할 수 있는 고근산이 우뚝 솟아 있다. 해안가 일주도로 변에는 시설원예 주단지가 펼쳐지고, 해안선을 따라 절경이 장관을 이루는 곳으로 숙박과 관광을 함께 즐길 수 있는 곳이기도 하다.

## 법정동
- 법환동(法還洞)
- 서호동(西好洞)
- 호근동(好近洞)

## 관광
- 제주월드컵경기장
- 범섬
- 고근산
- 속골
- 외돌개
- 각시바위
- 하논
- 대륜동해안가
- 돔베낭골
- 윗세오름
- 연동연대

## 아파트
| 단지명                     | 건설사     | 시행사     | 주소                 | 입주       | 비고 |
| -------------------------- | ---------- | ---------- | -------------------- | ---------- | ---- |
| 제주혁신도시 사랑으로 부영 | 부영주택㈜ | 부영주택㈜ | 서호남로 91 (서호동) | 2016년 4월 |      |